# Perissopmeros
Perissopmeros – rodzaj pająków z infrarzędu Araneomorphae i rodziny Malkaridae. Zalicza się do niego 7 opisanych gatunków. Wszystkie są endemitami Australii.

## Morfologia
Pająki o ciele długości około 2,5–4 mm, zesklerotyzowanym, u okazów żywych brązowym, natomiast u przechowywanych w alkoholu czerwonym do pomarańczowego. Zarys karapaksu w widoku od góry jest dłuższy niż szeroki, niemal owalny. Część głowowa jest mocno wyniesiona i wystająca ku przodowi. Część tułowiowa opada ku tyłowi, a tylna powierzchnia karapaksu tworzy szeroką listwę ponad łącznikiem. Jamki karapaksu zredukowane są do postaci ciemnych linii. Para owalnych bruzd występuje na karapaksie między biodrami nogogłaszczków i pierwszej pary odnóży krocznych. Pogrupowane na wzgórku oczy są białe, z wyjątkiem ciemnej pary przednio-środkowej. Oczy pary tylno-środkowej są wydłużone, w kształcie kropli, położone na tylnej powierzchni pary rogokształtnych wyrostków. Oczy par środkowych rozmieszczone są na planie nieco szerszego niż dłuższego czworokąta. Nadustek jest wysoki, wklęśnięty, 4–5-krotnie szerszy niż średnica przednio-środkowych oczu. Szczękoczułki mają smukłe, zakrzywione pazury jadowe i pozbawione są listewek strydulacyjnych. Warga dolna jest szeroka i trójkątna. Dłuższe niż szerokie sternum całkowicie zamyka biodra i styka się z karapaksem. Odnóża są długie i cienkie, pozbawione kolców, najdłuższe w przypadku pierwszej pary. Na stopach brak trichobotrii, natomiast jedno zlokalizowane jest na każdym nadstopiu. Organy tarsalne są stosunkowo duże.
Opistosoma (odwłok) ma duży stożeczek i trzy pary kądziołków przędnych, z których środkowa jest skrócona, jednoczłonowa, zaś przednia największa, dwuczłonowa, stożkowata. U samców na grzbiecie opistosomy występuje owalne skutum, zakrywające ¾ jej przedniej części.
Nogogłaszczki samca cechują się hakowatym wyrostkiem paracymbium oraz długim, cienkim i faliście wygiętym odsiebnym odcinkiem embolusa. Nasada konduktora jest powiększona, obejmuje większość embolusa i zagina się na brzegu bulbusa. Dystalna część konduktora ma szpatułkowaty wierzchołek z licznymi listewkami. Wewnętrzne genitalia samicy są silnie zesklerotyzowane. Przewody łączące torebkę kopulacyjną ze zbiornikami nasiennymi są skręcone trzy lub cztery razy.

## Rozprzestrzenienie
Zwierzęta te są endemitami Australii, występującymi głównie w jej części południowo-wschodniej. Cztery gatunki znane są wyłącznie z Nowej Południowej Walii, natomiast po jednym zamieszkuje: Wiktorię, Australijskie Terytorium Stołeczne i Australię Zachodnią.

## Taksonomia
Rodzaj ten wprowadzony został po raz pierwszy w 1929 roku przez Leonarda S.G. Butlera pod nazwą Sternodes. Nazwę Perissopmeros wprowadził Butler w 1932 roku. W 1986 roku Russell J. Moran umieścił rodzaje Carathea i Sternodes w rodzinie Sternodidae, a Perissopmeros uznał za młodszy synonim Sternodes. Nazwa Sternodes była jednak już w XIX wieku wykorzystywana u chrząszczy i błonkówek. W związku z tym Norman I. Platnick w 1998 roku zaproponował dla rodzaju nową nazwę Sternoides. Priorytet w tej sytuacji ma jednak nazwa Perissopmeros, co uwzględnił Platnick w późniejszym katalogu. Wspomniana rodzina Sternodidae z kolei nie jest już wyróżniana, a Perissopmeros klasyfikowany jest w Malkaridae.
Do rodzaju tego zalicza się 7 opisanych gatunków:
- Perissopmeros arkana (Moran, 1986)
- Perissopmeros castaneous Butler, 1932
- Perissopmeros darwini Rix, Roberts & Harvey, 2009
- Perissopmeros foraminatus (Butler, 1929)
- Perissopmeros grayi (Moran, 1986)
- Perissopmeros mullawerringi (Moran, 1986)
- Perissopmeros quinguni (Moran, 1986)